# Saint-Pierre-du-Bû
Saint-Pierre-du-Bû är en kommun i departementet Calvados i regionen Normandie i norra Frankrike. Kommunen ligger i kantonen Falaise-Nord som ligger i arrondissementet Caen. År 2022 hade Saint-Pierre-du-Bû 442 invånare.

## Befolkningsutveckling
Antalet invånare i kommunen Saint-Pierre-du-Bû
Referens:INSEE